# Champignelles
Champignelles és un municipi francès, situat al departament del Yonne i a la regió de Borgonya - Franc Comtat. L'any 2007 tenia 1.040 habitants.

## Demografia

### Població
El 2007 la població de fet de Champignelles era de 1.040 persones. Hi havia 476 famílies, de les quals 186 eren unipersonals (87 homes vivint sols i 99 dones vivint soles), 163 parelles sense fills, 99 parelles amb fills i 28 famílies monoparentals amb fills.
La població ha evolucionat segons el següent gràfic:
Habitants censats

### Habitatges
El 2007 hi havia 722 habitatges, 488 eren l'habitatge principal de la família, 138 eren segones residències i 97 estaven desocupats. 668 eren cases i 52 eren apartaments. Dels 488 habitatges principals, 358 estaven ocupats pels seus propietaris, 117 estaven llogats i ocupats pels llogaters i 13 estaven cedits a títol gratuït; 8 tenien una cambra, 31 en tenien dues, 163 en tenien tres, 151 en tenien quatre i 136 en tenien cinc o més. 360 habitatges disposaven pel capbaix d'una plaça de pàrquing. A 252 habitatges hi havia un automòbil i a 147 n'hi havia dos o més.

### Piràmide de població
La piràmide de població per edats i sexe el 2009 era:
| Homes | Edats   | Dones |
| ----- | ------- | ----- |
| 4     | 95 o +  | 4     |
| 8     | 90 a 94 | 16    |
| 20    | 85 a 89 | 12    |
| 12    | 80 a 84 | 24    |
| 40    | 75 a 79 | 48    |
| 32    | 70 a 74 | 32    |
| 56    | 65 a 69 | 60    |
| 56    | 60 a 64 | 44    |
| 32    | 55 a 59 | 36    |
| 40    | 50 a 54 | 36    |
| 24    | 45 a 49 | 28    |
| 24    | 40 a 44 | 28    |
| 12    | 35 a 39 | 16    |
| 44    | 30 a 34 | 24    |
| 52    | 25 a 29 | 20    |
| 40    | 20 a 24 | 28    |
| 20    | 15 a 19 | 8     |
| 12    | 10 a 14 | 36    |
| 28    | 5 a 9   | 40    |
| 8     | 0 a 4   | 20    |

## Economia
El 2007 la població en edat de treballar era de 567 persones, 369 eren actives i 198 eren inactives. De les 369 persones actives 320 estaven ocupades (188 homes i 132 dones) i 50 estaven aturades (30 homes i 20 dones). De les 198 persones inactives 88 estaven jubilades, 51 estaven estudiant i 59 estaven classificades com a «altres inactius».

### Ingressos
El 2009 a Champignelles hi havia 493 unitats fiscals que integraven 1.044 persones, la mediana anual d'ingressos fiscals per persona era de 15.527,5 €.

### Activitats econòmiques
Dels 64 establiments que hi havia el 2007, 2 eren d'empreses alimentàries, 1 d'una empresa de fabricació de material elèctric, 4 d'empreses de fabricació d'altres productes industrials, 6 d'empreses de construcció, 16 d'empreses de comerç i reparació d'automòbils, 4 d'empreses de transport, 4 d'empreses d'hostatgeria i restauració, 1 d'una empresa d'informació i comunicació, 3 d'empreses financeres, 1 d'una empresa immobiliària, 8 d'empreses de serveis, 10 d'entitats de l'administració pública i 4 d'empreses classificades com a «altres activitats de serveis».
Dels 18 establiments de servei als particulars que hi havia el 2009, 1 era una oficina de correu, 2 oficines bancàries, 4 tallers de reparació d'automòbils i de material agrícola, 1 autoescola, 1 paleta, 1 guixaire pintor, 2 fusteries, 2 lampisteries, 1 perruqueria, 1 restaurant, 1 agència immobiliària i 1 saló de bellesa.
Dels 8 establiments comercials que hi havia el 2009, 1 era un hipermercat, 1 una botiga de més de 120 m², 2 fleques, 1 una sabateria, 1 una botiga de material de revestiment de parets i terra, 1 una perfumeria i 1 una joieria.
L'any 2000 a Champignelles hi havia 47 explotacions agrícoles que ocupaven un total de 3.000 hectàrees.

## Equipaments sanitaris i escolars
L'únic equipament sanitari que hi havia el 2009 era una farmàcia.
El 2009 hi havia una escola elemental.

## Poblacions més properes
El següent diagrama mostra les poblacions més properes.